# Bordel
Pour les articles homonymes, voir Bordel (homonymie), Maison close (homonymie) et Bordeau.
Un bordel,

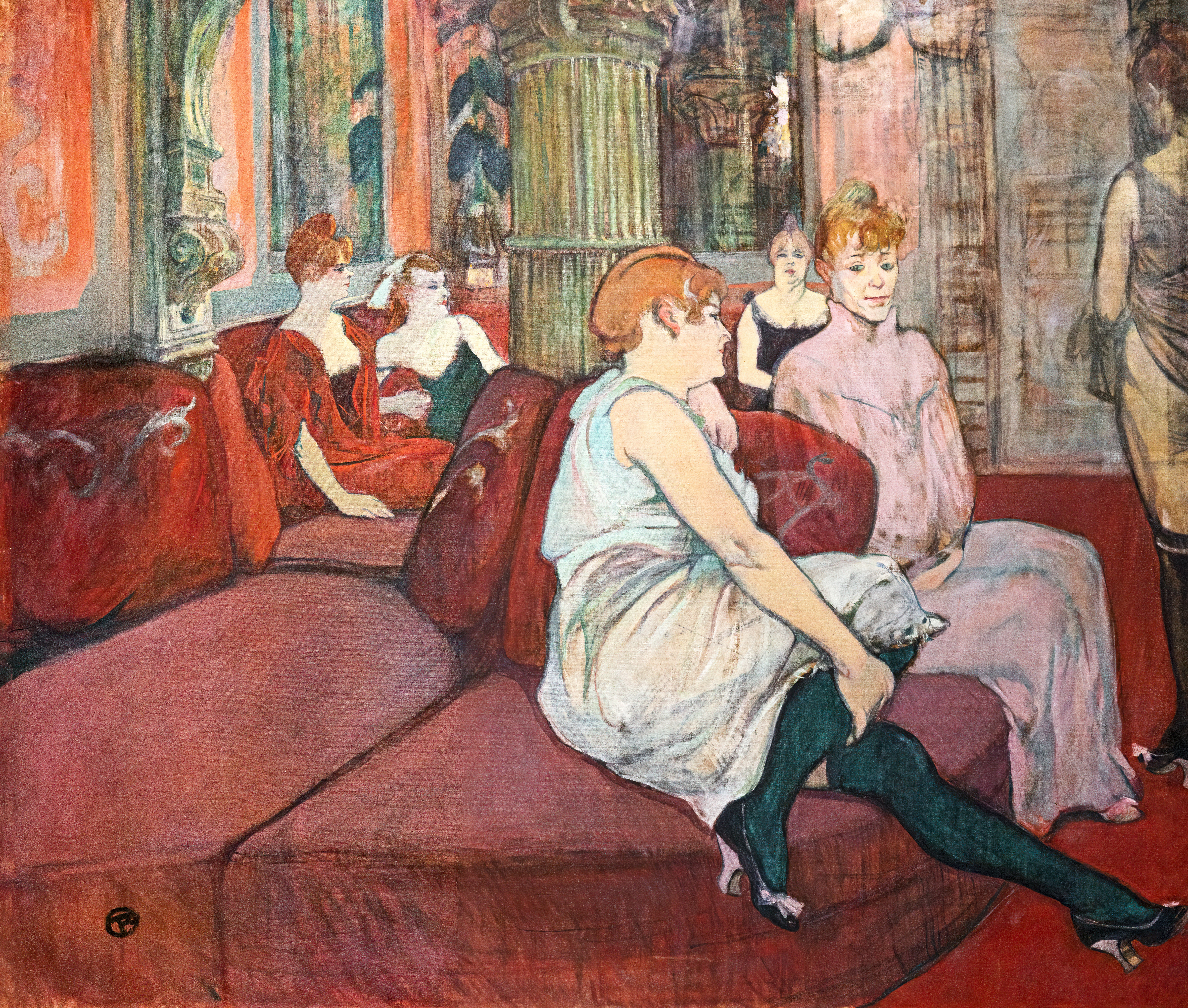
Henri de Toulouse-Lautrec,
Salon de la rue des Moulins, 1894,
musée Toulouse-Lautrec.

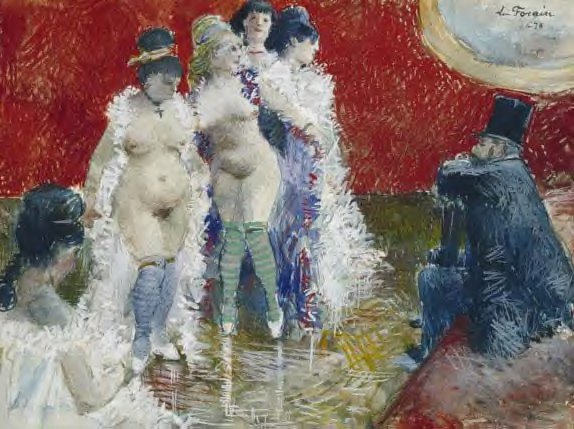
Forain, Le client, 1898.

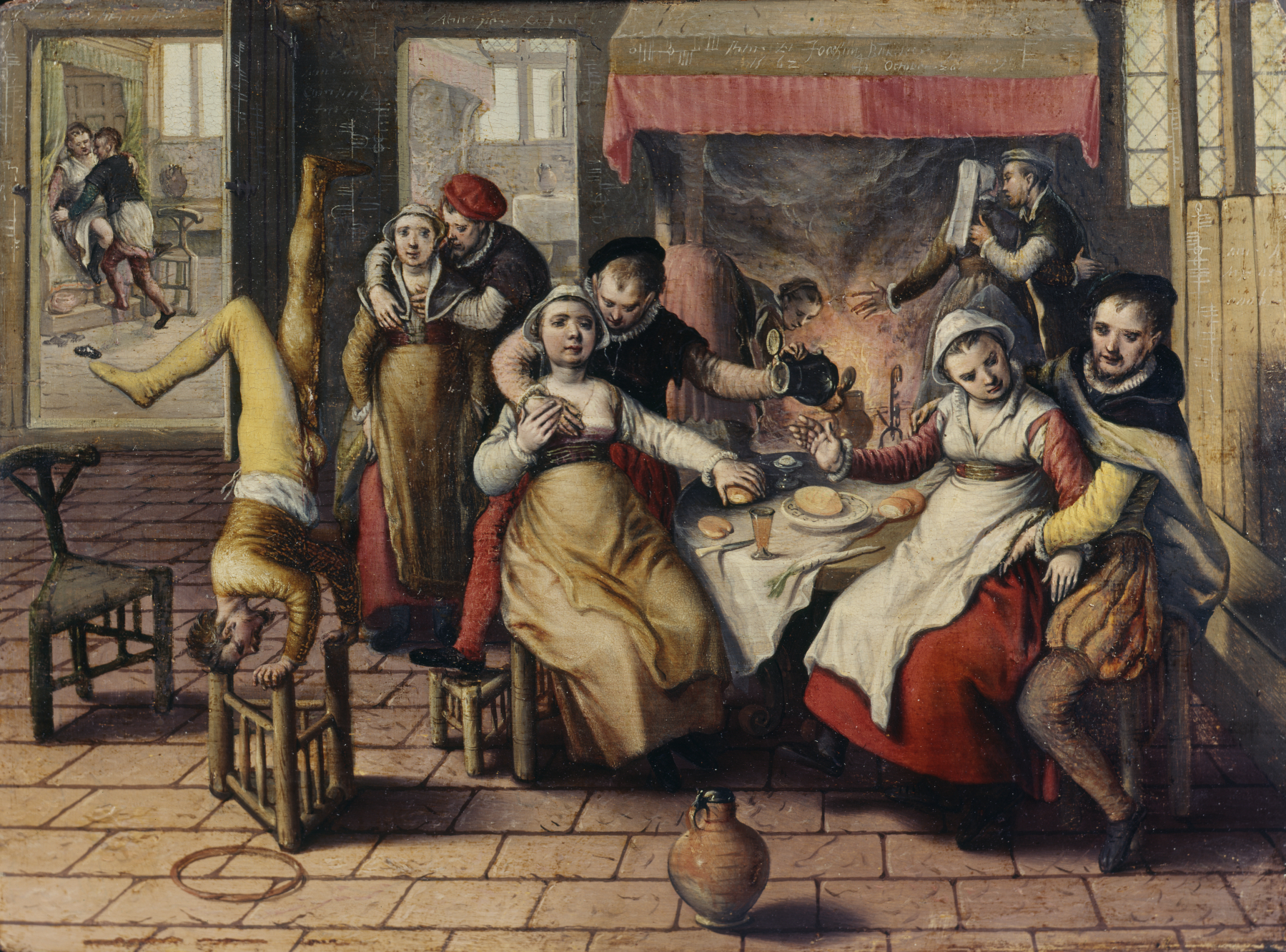
Bueckelaer, 1562

aussi appelé en français lupanar, maison de tolérance, maison close ou maison de passe, est un établissement proposant des services payants de prostitution.

## Étymologie
« Bordel, bordeau » (vieux) : du francique  *borda, « cabane de planche » ; selon une étymologie populaire, le mot serait venu du Moyen Âge lorsque Saint Louis confinait les « femmes de petite vertu » (surnommées les bordelières) au bord de la Seine dans des maisons appelées bordeaux (bord d'eau).

## Historique

### Antiquité

#### Grèce antique
Parmi les premières maisons de prostitution (ou maisons closes) figurent celles d’Athènes ; le législateur Solon les inaugure sous le nom de dicterion[réf. nécessaire], bordels étatiques tenus par les pornobosceions, fonctionnaires,, surveillés par des fonctionnaires, les pornothropos, et jouissant du privilège d'inviolabilité, d'abord établis dans les ports pour une clientèle de marins.

#### Rome antique
Dans les sociétés de la Rome antique, la sexualité est un sujet moins tabou que maintenant. La prostitution est chose courante à cette époque.
Des esclaves féminines sont destinées aux soldats. Les maisons de prostitution se trouvent à proximité des casernes et des remparts. Le relâchement des mœurs sous l'Empire favorise l'extension de la prostitution. De tous côtés, des lupanars (lupanaria) ouvrent leurs portes. Ils sont signalés par des bougies allumées pendant les heures d'ouverture.
Dans les cauponae (débits de boisson) et les popinae (tavernes de mauvaise réputation), on peut à la fois se restaurer, se divertir à des tables de jeu et louer des chambres pour se livrer à des ébats avec des prostituées.
Les filles de joie portent des vêtements jaunes, le jaune étant la couleur de la honte et de la folie, mais leurs chaussures étaient d'un rouge vif.
Après Domitien, les filles se regroupent dans des maisons : les lupanars.
Au début de l'Antiquité romaine, la prostitution a une utilité religieuse. Les prostituées, appelées « Hiérodules », sont des prêtresses de temple qui permettent aux hommes de renforcer leurs « forces génitales » et de renforcer la fertilité des bêtes et des terres cultivables en leur possession. En échange, les clients payent l'autel auquel elles sont rattachées.
Par la suite, ce phénomène s'oriente de plus en plus vers le côté commercial jusqu'à l'apparition des premiers lupanars.

##### Les prostitué(e)s
Dans un lupanar, les prostitués sont principalement des esclaves célibataires ou mariés et non nécessairement féminins.
Vers le IIe siècle av. J.-C., on voit apparaître des lois visant à réguler la prostitution. Les prostitués doivent avoir une licence d'exercice et être inscrits à un registre spécifique.
Les prostitués sont issus des classes inférieures de la société. En effet, l'acte de prostitution pour un citoyen libre est qualifié d'infâme. Si celui-ci est pris sur le fait, il risque de perdre certains de ses droits, comme celui d'hériter ou de porter plainte pour viol ou insultes.
Pourtant, même si la prostitution détruit la vie sociale d'un citoyen, elle était permise par la loi. Les citoyens qui devenaient prostitués entraient dans une sorte de classe sociale intermédiaire entre celle des esclaves et celle des citoyens libres. Cela permettait de faire disparaître la coupure nette qui séparait les deux classes et de « rassurer » les citoyens faisant partie des plus hautes sphères de la société car ils voyaient qu'il y avait encore d'autres stades avant l'état le plus bas de la société[réf. souhaitée].

##### Les clients
Les lupanars avaient la particularité de ne laisser entrer aucune femme en tant que cliente. C'était un lieu qui vendait ses services exclusivement aux hommes.
Il n'était pas mal vu de s'y rendre, et à l'époque, il n'y avait pas beaucoup de notion de pudeur. De plus, il n'était pas mal vu d'y aller lorsqu'on était marié, comme faisait même Jules César. Dans la Rome antique, l'épouse ne servait qu'à fournir une descendance à l'homme, et les lupanars n'étaient là que pour assouvir des désirs sexuels plus « intenses ». On recommandait d'ailleurs aux hommes de s'adonner aux relations les plus « bestiales » avec des prostitués pour permettre des relations plus équilibrées avec leurs épouses.
Les lupanars accueillaient aussi des clients à la recherche de relations homosexuelles (la sexualité était très ouverte dans la société romaine antique). Dans ce cas là, le client devait être le « dominant » et le prostitué, le « soumis ». Puisqu'à l'époque, dans les relations homosexuelles en général, il était par contre très mal vu d'avoir des relations passives. Sinon, l'individu concerné voyait tomber le déshonneur sur lui et sur sa classe sociale. Les relations sexuelles pouvaient ainsi être très réglementées, malgré leur relative liberté.

##### Dans la capitale
Alors que les lupanars standards étaient caractérisés par le fait qu'ils étaient crasseux et fréquentés par les pauvres, ceux de Rome avaient, au contraire, une meilleure cote puisqu'ils étaient fréquentés par les soldats.

#### Pompéi
On a retrouvé dans les ruines de Pompéi un lupanar composé de cinq chambres en rez-de-chaussée, situé dans la région VII. C'est le seul bâtiment construit pour cette activité, en sachant que les étages des tavernes remplissaient aussi la fonction de lupanar. Le couloir, qui dessert les chambres et une latrine, est décoré d’un frise de tableautins érotiques et d’un Priape près d'un figuier. Cette divinité porte-bonheur présente l’originalité d’être dotée de deux phallus apportant une double protection. Sa présence rassure les clients d’éventuelles déconvenues, d’une défaillance et des maladies. Les tableautins offrent le spectacle du coït raffiné de l’aristocratie, qui ne boude pas les plaisirs de la chair.

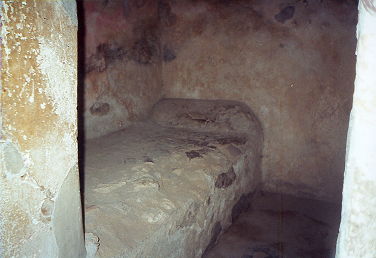
Vue intérieure d'une chambre d'un lupanar de Pompéi
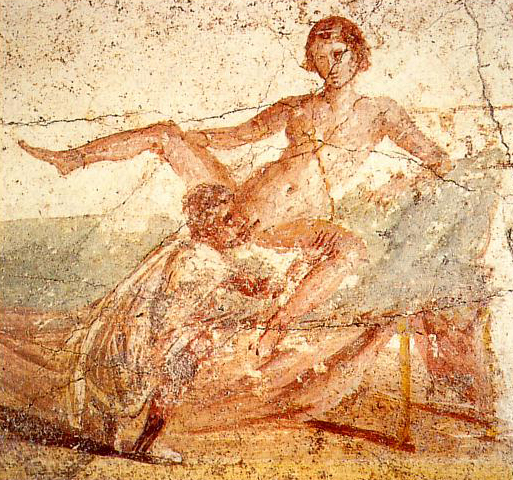
Fresque des thermes suburbains de Pompéi représentant un cunnilingus
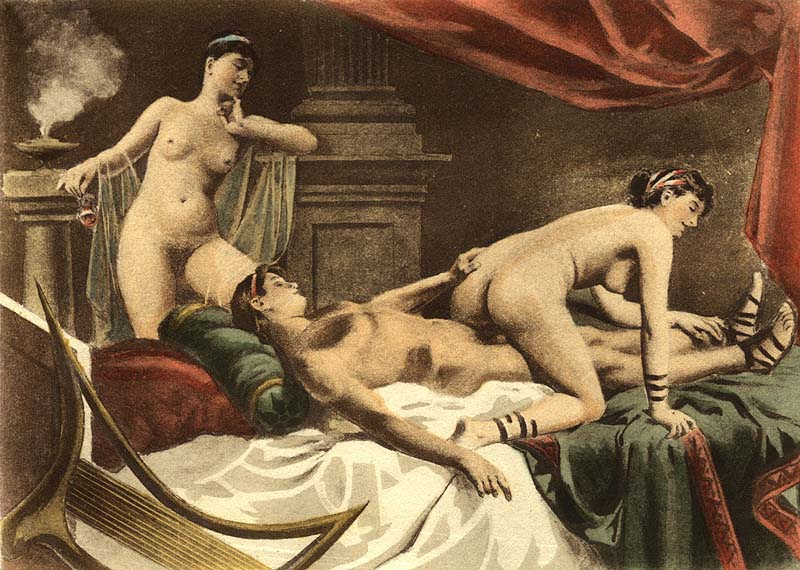
Scène imaginaire représentant un client et deux prostituées pendant une prestation à l'époque romaine. Illustration d'Édouard-Henri Avril (vers 1910).

## En Espagne
Dans l'histoire de l'art, le maître Pablo Picasso peint en 1907 le chef-d'œuvre de l'histoire contemporaine Les Demoiselles d'Avignon, inspiré par la maison close de la rue d'Avinyó du quartier gothique de la vieille ville de Barcelone.

## En France

### Au Moyen Âge et à l'époque moderne
Après avoir décrété la prohibition de la prostitution, Louis IX fait machine arrière et proclame la tolérance. Des établissements se spécialisent dans le commerce charnel (de la maison d'abattage à la maison de luxe). Alors que leurs volets sont clos, ils sont signalés par une lanterne rouge que vient allumer la sous-maîtresse de la maison pendant les heures d'ouverture. Les prostituées n'avaient le droit d'en sortir que certains jours de la semaine, accompagnées par ces sous-maîtresses.
Pendant la régence de Philippe d'Orléans et durant le règne de Louis XV, les maisons closes connaissent un éclat particulier. À partir de 1770, la contestation publique grandissante de leur collusion avec la Lieutenance générale de Police et la multiplication des prostituées occasionnelles agissant sans intermédiaire entraînent le déclin des grandes maisons de prostitution.
La période révolutionnaire se caractérise par la dépénalisation en 1791 de la prostitution, une relative libéralisation de l'activité et la multiplication de « petits bordels du commun » tenus par des logeurs de toutes sortes (aubergistes, restaurateurs, limonadiers notamment). Le Palais-Royal s'impose alors comme le premier "marché du sexe" à ciel ouvert.
Sur ordre du consul Napoléon, le 12 octobre 1804, le préfet de police de Paris Dubois prescrit l'organisation officielle des maisons dites de plaisirs. L'année 1804 voit ainsi la légalisation de la tolérance et de la maison close. Les filles et les maisons sont contrôlées par la Brigade des mœurs.

### L'âge d'or
Mais l'âge d'or des maisons closes en France se situe sous la IIIe République, comme en témoigne le Guide rose, qui les recensait chaque année : l'édition 1936, vendue sous le manteau, fait état de 700 adresses avec de nombreux commentaires. Cet âge d'or concerne également la prostitution coloniale, le Sphinx d'Alger étant à cette époque « la plus grande maison de tolérance d'Afrique du Nord ». L'État profitait de ce commerce en prélevant 50 à 60 % sur les bénéfices. Tout au long du XIXe siècle, les préfets délivrent des « certificats de tolérance » aux tenancières de ces maisons (les mères maquerelles, les hommes n'ayant pas le droit d'être patron de ce type d'établissements), les maisons closes prennent alors le nom de « maison de tolérance » ou « maison à gros numéros ». Les maisons, signalées par un numéro ou un éclairage rappelant la lanterne rouge médiévale, sont souvent des immeubles spéciaux, aux fenêtres à verre dépoli.
Charles Virmaître s'intéresse plus particulièrement à Paris, à ses mœurs sexuelles, à la prostitution, aux maisons closes, et à leurs diverses réglementations et pénalisations. Il écrit de nombreux ouvrages sur ces thèmes, dont trois plus particulièrement sur les maisons closes : Les maisons comiques ; détails intimes et inédits de la vie de célébrités artistiques (1868), Paris impur (1889), et  Paris documentaire : Trottoirs et lupanars (1893).
La maison close traditionnelle, héritée de la maison de tolérance du XIXe siècle, connaît deux évolutions majeures en France à partir des années 1920. Elle tend d'une part à se transformer en maison de rendez-vous, soumise à une réglementation différente, et d'autre part à s'accorder aux prescriptions d'un hygiénisme de plus en plus influent.

#### Les placeurs
Les placeurs (ou placeuses) s'occupaient du recrutement des maisons closes. Ils parcouraient les petites pensions de province et les hôpitaux (notamment le service des maladies vénériennes) et charmaient des femmes en leur promettant une bonne place et de l'argent. Les femmes ainsi placées dans des pensions parisiennes ou de grandes villes (Rouen, Bordeaux, Reims, etc.), les placeurs recevaient un dû assez important (cinquante francs) au début du XXe siècle. D'autres femmes y entraient par besoin (notamment les filles mères) ou parce que ne sachant rien faire d'autre. En effet, à cette époque peu de femmes pouvaient occuper un réel emploi contrairement aux hommes[réf. nécessaire]. Les filles mères étaient de surcroît le plus souvent rejetées de la société.

#### Le règlement
Chaque maison avait son règlement intérieur. Les clients payaient 5 francs 25 en 1929. Sur cette somme 2 francs étaient destinés à la maison et 2 francs 50 à la femme. On payait 25 centimes pour la serviette.
Les femmes devaient aussi payer les frais de la maison (nourriture, blanchisserie, etc.) à raison de 30 francs par jour, ainsi que la visite du médecin.
L'aspect sanitaire est pris en compte (peur des maladies vénériennes) comme le précise l'article 29 du Règlement des maisons closes : « Toute fille reconnue malade y sera immédiatement séquestrée pour être conduite à l'hospice le plus tôt possible afin d'être soumise aux traitements qu'exigera sa maladie ».
Les femmes travaillaient tous les jours. Elles dormaient le plus souvent dans un établi ou dans le grenier.

#### Le One-Two-Twoetle Sphinx
Dès 1939, les maisons closes connaissent la pénurie de clients. Pour attirer la population masculine et aisée, une nouvelle sorte de maisons fait son apparition : le One-Two-Two, cabaret bordel, où de grands noms se croisent, tels que Colette, Marlène Dietrich, Jean Gabin, Sacha Guitry et d'autres. La maison est composée de dix salons, vingt-deux chambres, et abrite une soixantaine de pensionnaires.
Le One-Two-Two s'essoufflant, le Sphinx fait son apparition au boulevard Edgar-Quinet à Paris. Cette maison est même protégée par le ministre de l'Intérieur de l'époque Albert Sarraut. On peut y rencontrer Mistinguett et Marlène Dietrich.
En 1941, pendant l'Occupation, L'Étoile de Kléber ouvre ses portes. Édith Piaf y vient chanter à partir de 1943. Ce cabaret-bordel est un des lieux favoris de la Gestapo et des officiers supérieurs de la Wehrmacht.

### Loi Marthe Richard
Les maisons closes sont fermées le 13 avril 1946 en application de la loi Marthe Richard.

## En Belgique
En Belgique, les lupanars sont officiellement interdits mais tolérés en pratique. Ces établissements appelés « privés » attirent aussi les prostituées et les clients français, qui ont été chassés par la répression qui s'est durcie en France après 2003. Ils se multiplient particulièrement dans la zone frontalière avec la France. Il en existe aussi notamment à Bruxelles, à Anvers, à Liège et à Charleroi.

## En Suisse
En Suisse, ils sont appelés « salons érotiques ». Leur existence est légale depuis que le délit de proxénétisme a été rayé du Code pénal suisse en 1992. Ils sont souvent implantés dans des appartements ou des locaux commerciaux. Leur taille et le nombre de prestataire sont très variés, allant de deux chambres à une dizaine de chambres, le nombre de prestataires allant de deux jusqu'à une cinquantaine.
Les méthodes de fonctionnement sont variées, mais en général, le client se présente à la porte, et une fois entré, il choisit une ou des filles avec lesquelles il consomme la passe dans une chambre pour une durée de dix minutes à une ou plusieurs heures. Le prix de la passe dépend tant des prestations offertes (fellation naturelle ou complète, sodomie, etc.) que de la durée.
Certains salons érotiques proposent des jacuzzis, d'autres des salles spécialisées dans le sado-masochisme. Ces prestations font l'objet de suppléments de prix. Les prestataires des salons érotiques ne sont pas des employées mais des indépendantes travaillant en tant que profession libérale dans le cadre d'un contrat (écrit ou tacite) de prestations de service. Elles encaissent le prix de la passe du client et rétrocèdent une somme définie au salon. Ces rétrocessions peuvent être calculées de différentes manières, les plus courantes étant un prix payé à la journée de travail, ou au pourcentage du prix encaissé (dans ce cas, les taux usuels vont de 30 à 50 %).
Des cantons ont édicté des règlements spécifiques concernant ces établissements. Dans certains cantons, les prestataires doivent être enregistrées auprès de la police, mais dans d'autres, l'exploitant de l'établissement, s'il est locataire, doit fournir une preuve que le propriétaire de l'immeuble accepte que les locaux loués le soient dans le but de l'exploitation d'un salon érotique.
Ces établissements ont pignon sur rue, et la publicité pour ceux-ci est acceptée par de nombreux médias (presse, affichage, radio, etc.). Certains quotidiens tirent, par ailleurs, de la prostitution de fortes recettes publicitaires.

## En Allemagne
Sous le nom de Eros-Center (en), des établissements contrôlés par l'État sont actuellement parmi les plus grands de ce genre en Europe.

## En Italie
Les maisons closes ont été interdites en 1958 par la loi Merlin, toujours appliquée de nos jours.

## Dans les arts et la culture populaire

### Littérature
En France, les écrits sur les maisons closes devinrent importants pendant cet « âge d'or » du XIXe siècle. On peut citer notamment Guy de Maupassant avec La Maison Tellier et L’Ami Patience ; J.K. Huysmans et Marthe, histoire d’une fille ; Gustave Flaubert et L'Éducation sentimentale, Marcel Schwob et Le Livre de Monelle, etc.

La période de la fermeture des maisons closes en France (la loi Marthe Richard) a été abondamment chroniquée par l'écrivain (ancien résistant et ancien voyou) Alphonse Boudard dans divers essais et surtout dans un roman, Madame de Saint Sulpice, qui narre le destin d'une mère maquerelle hors du commun, issue de la meilleure bourgeoisie (ancienne élève du couvent des Oiseaux elle est tombée enceinte d'un jeune abbé qui se fera tuer durant la guerre de 14) qui devient prostituée, puis sous-maîtresse et enfin bordelière en titre d'une maison close huppée bien particulière, l’Abbaye, propriété de l'évêché de Paris dont la clientèle était constituée en grande partie (mais pas en totalité) d’ecclésiastiques (du curé de campagne en goguette à Paris jusqu'aux évêques et cardinaux).

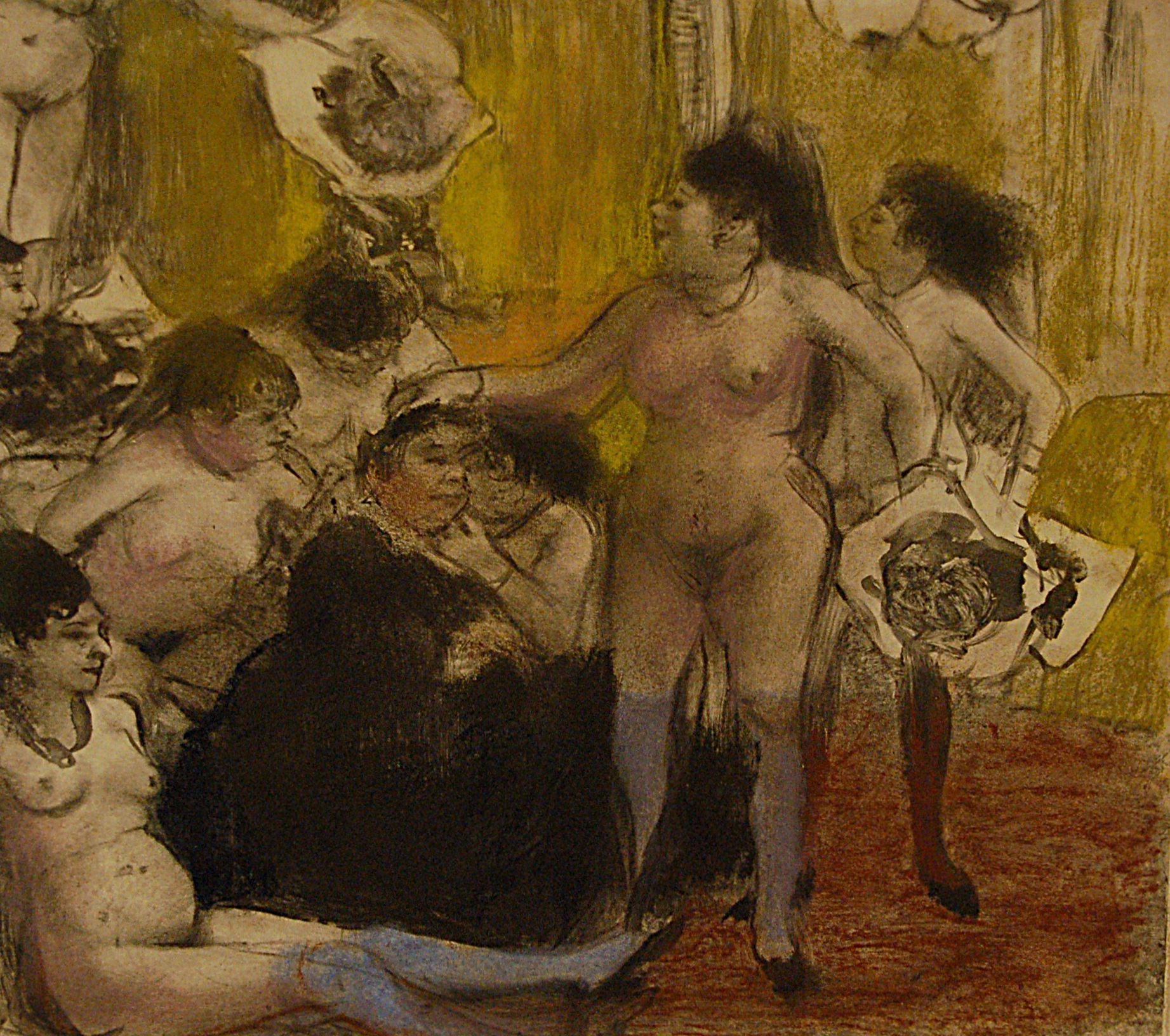
La Fête de la patronne de Degas.

Située dans le quartier entourant l'église Saint-Sulpice, qui est aussi celui des librairies catholiques et des marchands d'articles de piété, cette maison close a pour fonction de dissimuler autant que faire se peut les penchants trop humains des hommes d'église, soumis à la règle du célibat. Le destin de l'Abbaye et de Madame Blandine fait traverser au lecteur cinq décennies et deux guerres mondiales marquées d'anecdotes croustillantes que Boudard donne comme tirées des carnets d'un inspecteur de la Brigade mondaine. Qu'il suffise de dire que Mme Blandine a compté parmi ses amants Henri Désiré Landru, Georges Guynemer et que durant l'occupation allemande de la France elle mène un triple jeu dangereux (elle dissimule de jeunes juives) en partageant ses faveurs entre un officier allemand, un colonel de FFI, et le gestapiste Français Henri Chamberlin dit Lafont.
À l'époque contemporaine, Gallimard publie en 1967 le Tombeau pour cinq cent mille soldats de Pierre Guyotat. Cette fresque épique d'une guerre coloniale fictive met en scène des bordels de garçons, certains pour les militaires et d'autres pour les ouvriers, évoquant dans une langue crue les pires avanies ou pratiques sexuelles, que la force ou l'autorité permettent aux clients. Nul doute que la conscription de Pierre Guyotat à la guerre d'Algérie lui ait donné matière pour le fond de l'ouvrage.

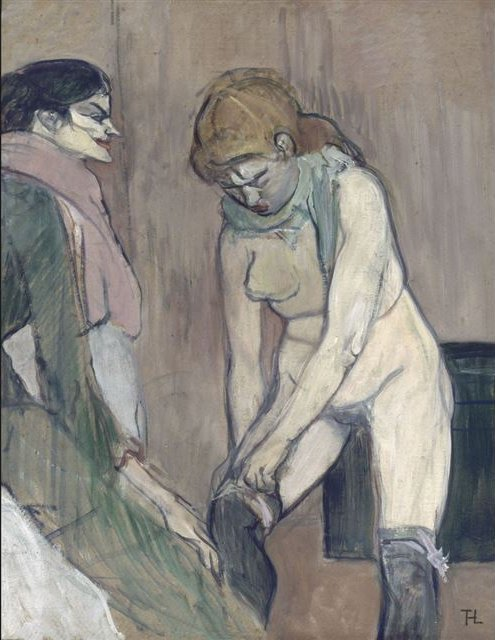

### Iconographie

#### Peintures et dessins
Les peintres ne sont pas en reste : Constantin Guys célébré par Baudelaire dans Le Peintre de la vie moderne, Degas dans La Fête de la patronne et La Fille assise, Toulouse-Lautrec dans Femme tirant sur son bas ou Le Divan, Van Gogh dans Le Lupanar d'Arles, etc.
Dans les années 1920, l'iconographie allemande et autrichienne génère de nombreuses représentations avec entre autres Otto Dix ou Alex Székely.

### Filmographie
De nombreux films traitent de la prostitution et montrent des bordels et lupanars :
- Les Bons Vivants, film à sketches de Gilles Grangier, épisode La Fermeture (1965)
- Belle de jour (1967).
- La Dérobade (1979)
- One, Two, Two : 122, rue de Provence (1978).
- Tokyo Bordello (1987), grandeur et décadence d'une oiran.
- Louis Malle donne à voir un établissement de La Nouvelle-Orléans dans La Petite.
- En 2002, Patrice Leconte réalise Rue des plaisirs avec Laetitia Casta.
- En 2010, la chaîne télévisée Canal+ diffuse Maison close une série de 16 épisodes.
- En 2011, Bertrand Bonello réalise le film L'Apollonide : Souvenirs de la maison close.
- En 2022, le feuilleton télé de TF1, Les Combattantes se passe en partie dans une maison close, en 1914.

### Théâtre
- Le Balcon de Jean Genet.
- Madame de Remo Forlani et Barbara.